# Berlin–Wrocław-vasútvonal
A Berlin–Wrocław-vasútvonal eredetileg a német Niederschlesisch-Märkische Eisenbahn-Gesellschaft, (magyar nyelven: Alsó-Sziléziai-Márkikai Vasút, NME) magánvasút vonala volt, amely Berlint (akkoriban a Brandenburgi Választófejedelemség fővárosa volt) és Wrocławot (Poroszországhoz tartozó Alsó-Sziléziai, németül Breslau néven ismert város, mely ma Lengyelországban található) kötötte össze. Ez az egyik legrégebbi vasútvonal Németországban, 1842 és 1847 között nyitották meg, és 1852-ben a porosz kormány szerezte meg. 1920-ban a többi porosz államvasúttal együtt a német nemzeti vasút részévé vált.

## Története

### Az indulás

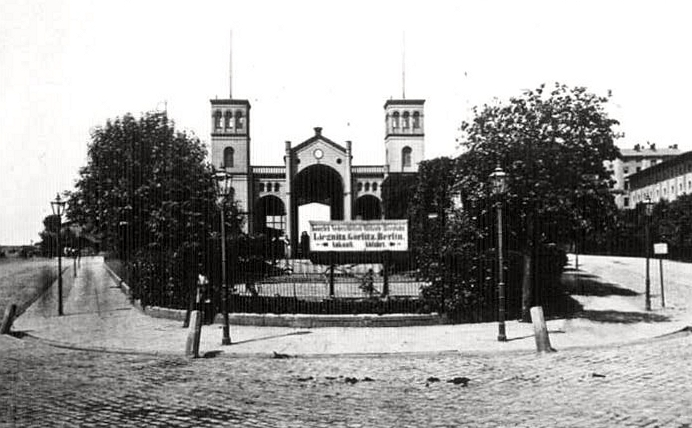
Märkischer Bahnhof Breslauban (Wrocław) 1880-ban

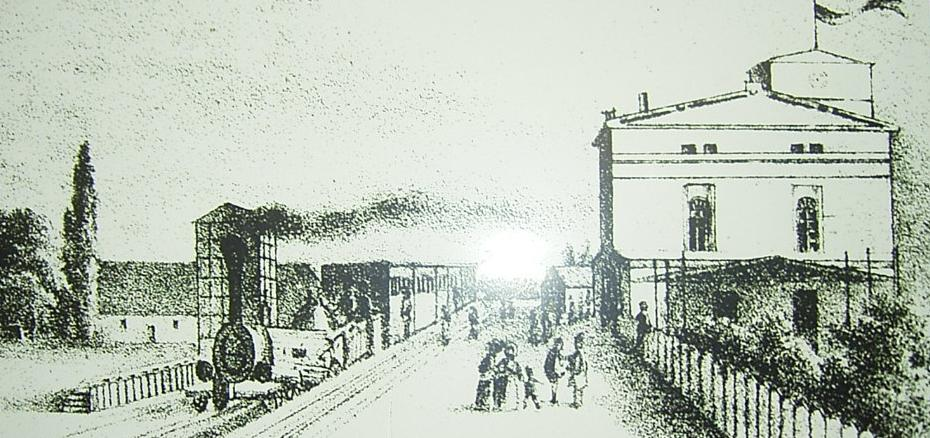
Fürstenwalde állomás 1845 körül

1840 körül a Német Szövetség minden nagyobb országa megkezdte a fővonali vasutak építését. Szászországban 1837 és 1839 között épült meg az első német távolsági vasútvonal, a Lipcse–Drezda-vasútvonal. Ausztria 1837-ben kezdte meg az északi vasút építését. 1838 és 1840 között épültek az első államhatárokat átlépő vasutak (a Magdeburg–Lipcse-vasútvonal és az Anhalti vasút). Hamarosan további porosz vasúti projektek következtek. Így a Berlin-Frankfurti Vasúttársaság (Berlin-Frankfurter Eisenbahn-Gesellschaft) 1840 és 1842 között 81 kilométer hosszú vasútvonalat épített Berlin és Frankfurt (Oder) között, amelyet 1842. október 23-án nyitottak meg. 1842-ben a berlini Frankfurter Bahnhoftól (ma nevén Berlin Ostbahnhof), későbbi nevén Schlesischer Bahnhoftól (sziléziai pályaudvar) Fürstenwaldén keresztül Frankfurt (Oder) felé vezetett.
Ugyanebben az évben megalakult a részben a porosz kormány tulajdonában lévő Alsó-Sziléziai-Márkai Vasúttársaság (Niederschlesisch-Märkische Eisenbahn-Gesellschaft, NME), hogy vasutat építsen Berlinből Breslau (Wrocław), az akkori Poroszország második legnagyobb városa felé, ahol már megkezdődött a Felső-Sziléziai Vasút (Oberschlesische Eisenbahn) építése.
Az NME 1844. október 19-én fejezte be a Wrocław és Legnica (Liegnitz) közötti első szakaszt, még mielőtt a vonal teljes útvonalát meghatározták volna. 1845. október 1-jén, egy évvel később nyitották meg a Boleslawiecig (Bunzlau) tartó szakaszt.

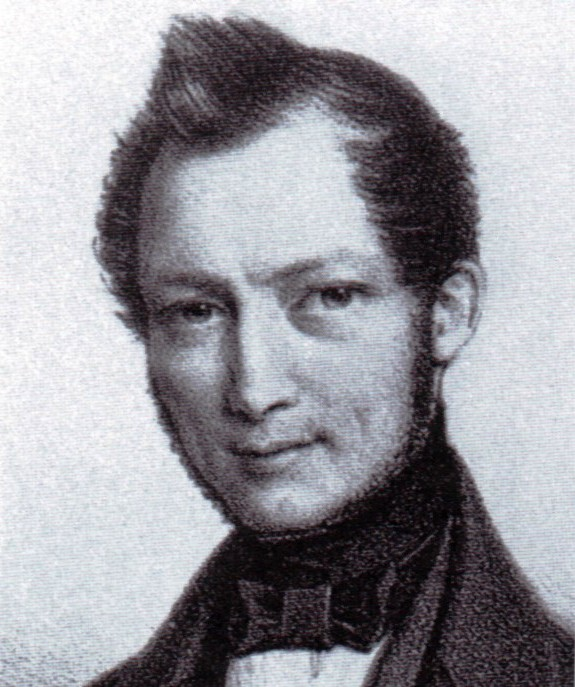
Adolph Riedel, az NME igazgatója 1844 és 1849 között

1845. augusztus 1-jén a Berlin-Frankfurti Vasúttársaság részvényesei beleegyeztek az NME-vel való egyesülésbe. Az NME vonalának folytatását Węgliniec (Kohlfurt), Żary (Sorau) és Guben érintésével 1846. szeptember 1-jén befejezték Frankfurt an der Oderig, így a vasútvonal Wrocławtól Berlinig terjedt, összesen 357 km hosszan. A Felső-sziléziai Vasút hálózata ekkor már Wroclawtól Racibórzig (Ratibor) terjedt.
1847. szeptember 1-jén nyitották meg az NME Węgliniecből Görlitzbe vezető ágát és a szász-sziléziai vonal keleti szakaszát Reichenbach és Görlitz között. Ezáltal Wrocławtól Drezdán, Lipcsén, Magdeburgon, Oschersleben, Wolfenbüttelen és Brunswicken keresztül Hannoverig folyamatos vasúti összeköttetés jött létre. Hat héttel később, 1847. október 15-én a Hannover-Minden-vasútvonal és a Hamm-Minden-vasútvonal megnyitása folyamatos összeköttetést teremtett a Kölnnel szemben lévő Rajna-parton fekvő Deutzig, amely a Rajnai Vasút Aachenbe vezető vonalán keresztül kapcsolódott a nyugat-európai vasúthálózathoz. A wrocławi állomások közötti összekötő vonal 1848. február 3-i megnyitásával csatlakozott a Felső-sziléziai vasúthoz (1847. október 18-án készült el) és a Krakkó-Felső-sziléziai vasúthoz (1847. október 13-án készült el), így folyamatos vasúti összeköttetés jött létre Deutzból Krakkóba. Kevesebb mint egy évvel később, 1848. szeptember 1-jén megnyílt a Vilmosvasút (Wilhelmsbahn) Koźle (Cosel) és Bohumín (ma Csehország, akkor az Osztrák Birodalom) között, amely a felső-sziléziai vasút és az 1847. április 1-jén Bohumínig megnyílt osztrák északi vasút közötti rést zárta be. Ezzel folyamatos vasúti összeköttetés jött létre Berlin és Bécs között.
1875. május 15-én egy 93 km hosszú kétvágányú vonalat nyitottak meg rövidebb útvonalként Jasień (Gassen) és Legnica (Liegnitz) között Żagańon (Sagan) keresztül.

### Poroszország általi átvétel

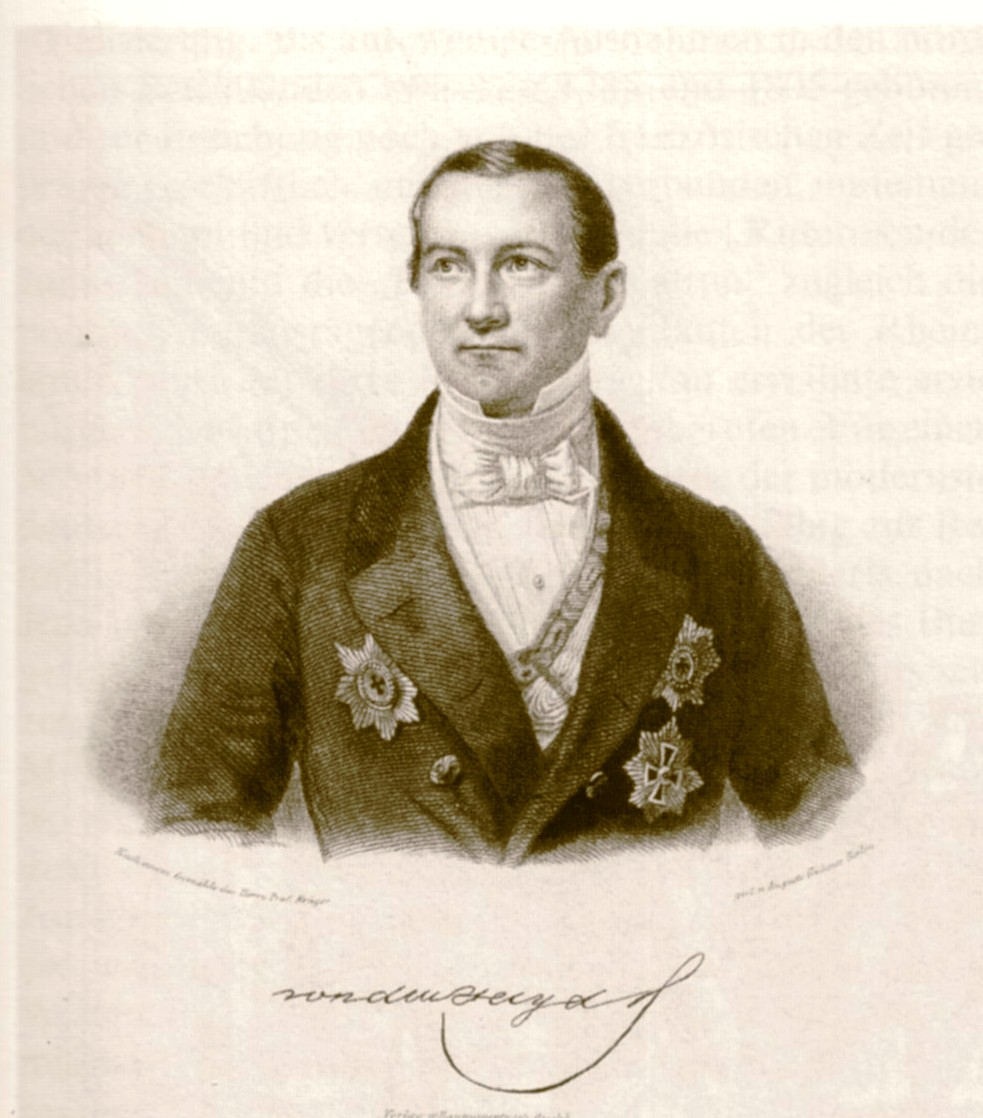
August von der Heydt porosz kereskedelmi és ipari miniszter

A porosz kormány 1,5 millió porosz tallér értékben szerzett részesedést az NME-ben annak megalakulásakor, azzal a joggal, hogy bizonyos körülmények között átvegye azt. Mivel a vasút 1848/49-es bevételei elmaradtak a várakozásoktól, ez a kikötés életbe lépett, és August von der Heydt porosz kereskedelmi és ipari miniszter kezdeményezésére 1850. január 1-jén a kormány átvette a vállalat irányítását. Bár az eredmények gyorsan javultak, 18 hónappal később a vállalat igazgatói felajánlották, hogy eladják a vasútvonalat az államnak.
A kereskedelmi miniszter támogatta a vásárlást, de Carl von Bodelschwingh pénzügyminiszternél jelentős ellenállásba ütközött, aki rámutatott a vasút jelentős adósságállományára. Végül IV. Frigyes Vilmos király a vasút különleges gazdasági és katonai jelentőségére hivatkozva a kereskedelmi minisztert támogatta. A további tiltakozások ellenére a vásárlást jóváhagyták és 1852. január 1-jén befejezték. Az NME így a porosz államvasutak és az újonnan létrehozott, berlini székhelyű Alsó-Sziléziai-Márk vasút királyi igazgatóságának részévé vált.
A kezdődő iparosodás megnövelte a forgalmat, különösen Berlinben és környékén. Az 1890-es évekig tartó időszakban számos további állomás épült az útvonal mentén, és fokozatosan egy második vágánypárt is lefektettek az elővárosi vonatok számára egészen Erknerig.

### A Deutsche Reichsbahn és a II. világháború
A porosz vasutak, köztük az alsó-sziléziai-márki vasút 1920-as megalakulásakor a Deutsche Reichsbahn része lett. Az Erknerig tartó elővárosi vonalat 1928-ban villamosították oldalirányú érintkező harmadik sínrendszerrel. Ezt és más berlini vonalakat később átnevezték Berlin S-Bahnnak, míg a távolsági járatokat továbbra is gőzzel továbbították.

### A második világháború után

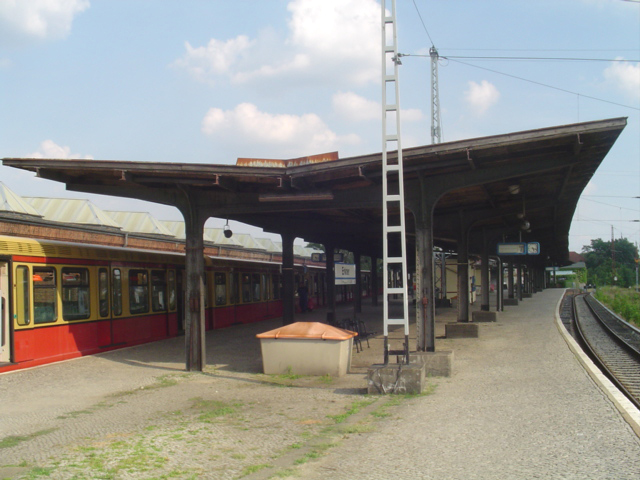
Erkner S-Bahn állomás Berlinben

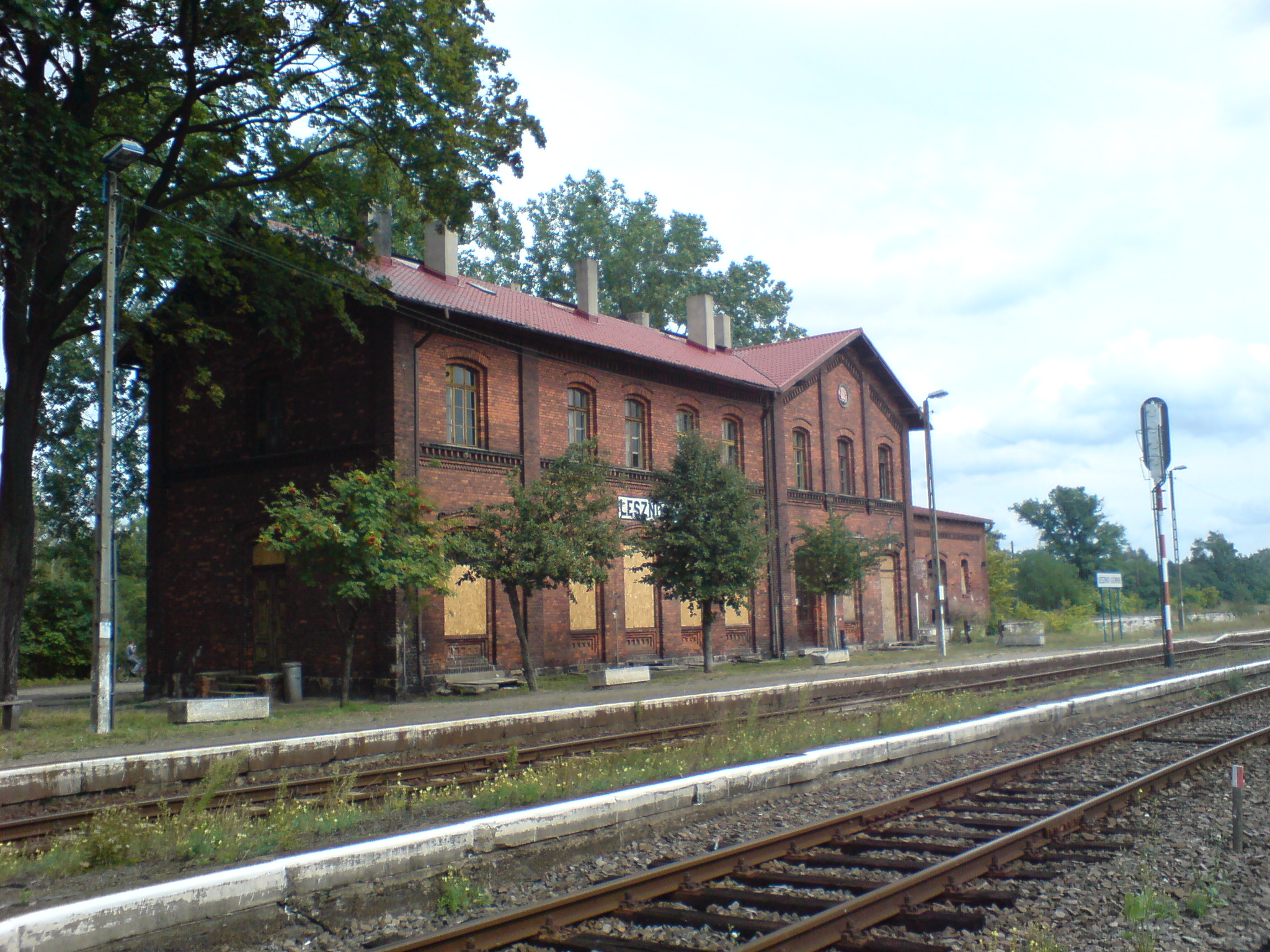
Leszno Górne állomás (korábban Oberleschen), ma Lengyelországban.

A Frankfurt (Oder)-Poznań-vasútvonal, amely Frankfurt (Oder) állomáson ágazik le az Alsó-Szilézia-Mark vonalról, része a kelet-nyugati irányú összeköttetésnek Varsón keresztül Moszkvába. A szovjet csapatok előrenyomulásával ezt a vonalat 1520 mm-es orosz nyomtávval átépítették a Vörös Hadsereg ellátására, így 1945. április 25-én az első szovjet katonai vonat elérhette Berlin városhatárát. Az első személyvonat 1945. június 28-án közlekedett Moszkvából a sziléziai pályaudvarra. Annak érdekében, hogy Joszif Sztálin a potsdami konferenciára utazhasson, a Potsdamba vezető vágányt szintén orosz széles nyomtávra cserélték. A széles nyomtávú vágányokat 1945. szeptember 20-ra visszaalakították normál nyomtávra a vasúti kapacitás növelése érdekében.
A szovjet zóna legtöbb vonalától eltérően a Berlin és Frankfurt (Odera) közötti fővonal két vágánya közül az egyiket nem távolították el a Szovjetuniónak nyújtott jóvátétel biztosítása érdekében, mivel arra a jóvátétel szállításához volt szükség. Az 1980-as években a Német Demokratikus Köztársaság a vonalat Oderbrücke állomásig 15 kV-os, 16,7 Hz-es váltakozó áramú rendszerrel villamosította, és a vonal ma ismét a nemzetközi forgalom egyik fő tengelye.
Az alsó-sziléziai-márkföldi vonal Guben-Zagan (Sagan) szakasza az Odera-Neisse vonalon, a háború utáni német-lengyel határon halad át. A személyszállítási szolgáltatásokat 1972-ig bezárták, majd csak 1972-ben indították újra, de 1981-ben a lengyelországi politikai fejlemények miatt ismét leállították. 1996-ban a Lengyel Államvasutak ismét három pár személyvonatot indított Gubinek és Guben között. A vendégforgalom nagyon alacsony volt, így 2002. október 6-án a járatokat megszüntették. A teherforgalmat főleg más útvonalakon keresztül bonyolították le, és az utolsó tehervonat 1994-ben közlekedett az útvonalon.

### Jelenlegi helyzet
Ma a Deutsche Bahn az RE1 (Magdeburg-Berlin-Frankfurt (Oder)-Eisenhüttenstadt) és az RE11 (Frankfurt (Oder)-Eisenhüttenstadt-Guben-Cottbus) Regional-Express vonalat üzemelteti a vonalon. A berlini szakaszon az S3 S-Bahn járata a fővonallal párhuzamosan közlekedik.
2002 óta a Berlin-Frankfurt (Oder) vonalat 167,5 millió euró költségen 160 km/h sebességre korszerűsítették. E költségek 61,6%-át az Európai Regionális Fejlesztési Alap fedezte.